# Campechuela
Campechuela est une ville et une municipalité de Cuba dans la province de Granma.

## Géographie

### Situation
La municipalité est sur la côte sud de Cuba, dans l'ouest de la province de Granma, sur la péninsule qui ferme le sud-est du golfe de Guacanayabo et sépare celui-ci de la mer des Caraïbes.
Son chef-lieu Media Luna est sur la côte sud-est du golfe de Guacanayabo, à 93 km au sud-ouest de Bayamo la capitale de province de Granma et 218 km à l'ouest de Santiago de Cuba.

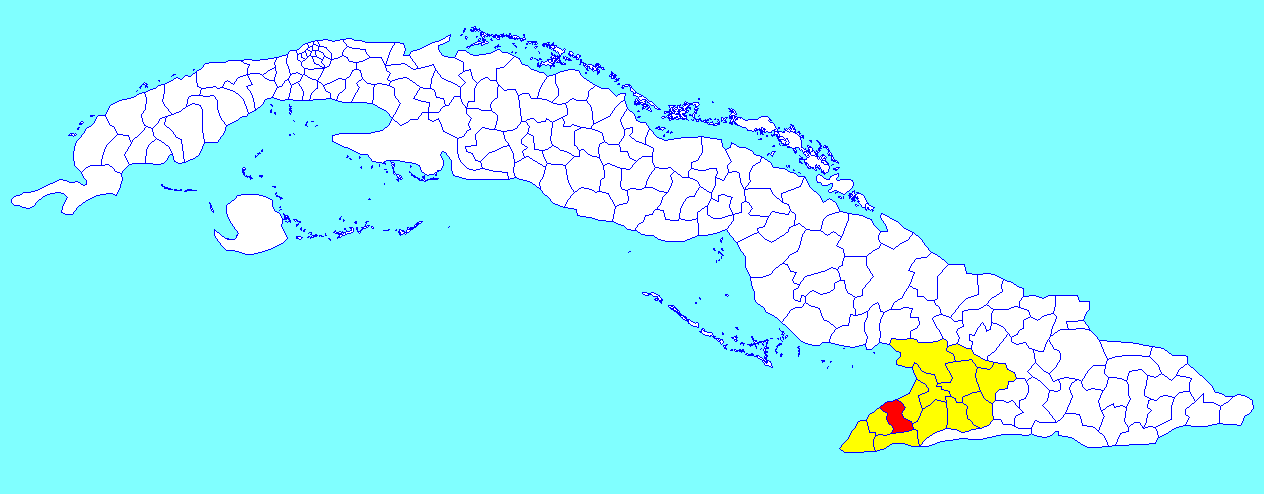
Campechuela dans la province de Granma
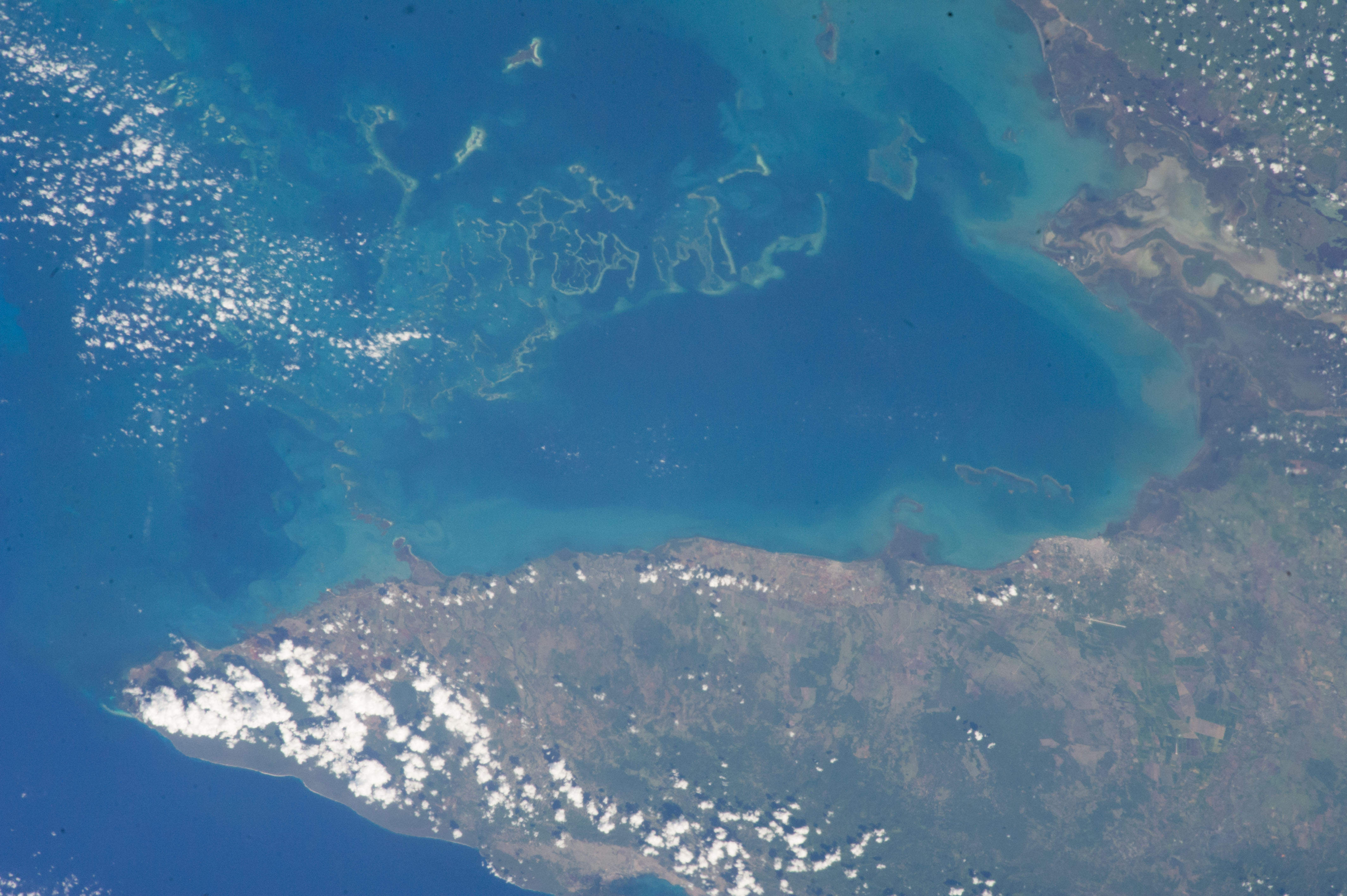
Golfe de Guacanayabo et province de Granma

### Divisions administratives
La municipalité inclut neuf consejos populares : 
- Campechuela n° 1
- Campechuela n° 2
- Ceiba Hueca
- San Ramón
- Ceiba Hueca Arriba
- La Gloria
- Alto de Jo
- Cienaguilla
- Miguel Sánchez

## Population
En 2022 la population de la municipalité est estimée à 41 719 habitants. Pour une surface de 585 km2, la densité est de 71,31 habitants/km².

## Histoire
En 1901, les communes de Campechuela et Niquero sont supprimées et leurs territoires intégrés à Manzanillo. En 1912 Campechuela est restauré, et Niquero l'est aussi en 1916.

## Personnalités nées à Campechuela
- Yoenis Céspedes, joueur de baseball, né en 1985